# Кендалл Елліс
Кендалл Елліс (англ. Kendall Ellis; нар. 8 березня 1996) — американська легкоатлетка, яка спеціалізується в спринтерських дисциплінах, чемпіонка світу в естафеті 4×400 метрів.
Першу золоту медаль чемпіонки світу Елліс отримала в складі естафетної збірної США на лондонському чемпіонаті світу 2017 року, хоча й не брала участі в фінальному забігові.
На чемпіонаті світу-2019 американка здобула друге в кар'єрі «золото» в жіночій естафеті 4×400 метрів.